# فرد لويس
فرد لويس (بالإنجليزية: Fred Lewis)‏ (26 يوليو 1923 في المملكة المتحدة - 1 يناير 1975) هو لاعب كرة قدم بريطاني (وحمل سابقاً جنسية المملكة المتحدة لبريطانيا العظمى وأيرلندا) في مركز الظهير. لعب مع أكسفورد يونايتد وتشيلسي وكولتشستر يونايتد وAylesbury United F.C. ‏.